# Bassin structural
Pour les articles homonymes, voir Plate-forme.
- Bouclier
- Plateforme
- Orogène
- Bassin structural
- Province magmatique
- Bassins sédimentaires continentaux

- 0–20 Ma
- 20–65 Ma
- > 65 Ma

En géologie, un bassin structural est une plateforme d'épaisseur plus ou moins uniforme qui a été déformée postérieurement en synforme par des mouvements de la croûte terrestre (nécessairement postérieurs à l'accumulation des strates), de telle façon que les sédiments ont une inclinaison, mais pas un épaississement, convergeant vers la zone centrale. La forme de cette cuvette ne reflète pas sa géométrie initiale en raison de ces déformations tectoniques postérieures à la sédimentation.
Ce bassin sédimentaire se distingue du bassin fonctionnel, structure extensive (zone océanique, marge continentale, bassin structural continental résiduel) de géométrie synforme dans laquelle les couches sédimentaires s'épaississent légèrement vers la zone profonde centrale la plus subsidente.